# 룩셈부르크 공녀 마리아델라이드
룩셈부르크 공녀 마리아델라이드(Princess Marie-Adelaide of Luxembourg, 1924년 5월 21일 ~ 2007년 2월 28일)는 룩셈부르크 여대공 샤를로트와 부르봉파르마의 펠릭스의 셋째 딸로 태어났다.